# See the Light (album)
Pour les articles homonymes, voir See the Light.
Albums de The Jeff Healey Band
Hell to Pay
(1990)
Singles
1. Confidence Man
Sortie : octobre 1988
2. See the Light
Sortie : janvier 1989
3. Angel Eyes
Sortie : avril 1989

See the Light est le premier album du Jeff Healey Band. Il est sorti le 13 septembre 1988 sur le label Arista Records.
Enregistré aux studios The Complex à Los Angeles cet album fut produit par Greg Ladanyi (Jackson Browne, Warren Zevon...) assisté par de Thom Panunzio. Seule la reprise du groupe texan ZZ Top, "Blue Jean Blues" fut produite par Jimmy Iovine.
L'album fut un grand succès notamment au Canada, États-Unis et Grande-Bretagne.
Cet album valu à Jeff Healey et au groupe quatre nominations au Juno Awards:
- Chanteur masculin le plus prometteur de l'année (1989)
- Groupe de l'année (1990)
- Album de l'année (1990)
- Best Canadian Entertainer of the year (1990) (prix qu'il remporta)

## Liste des titres
| No  | Titre                       | Auteur                                 | Durée |
| --- | --------------------------- | -------------------------------------- | ----- |
| 1.  | Confidence Man              | John Hiatt                             | 3:12  |
| 2.  | My Little Girl              | Jeff Healey                            | 3:10  |
| 3.  | River of No Return          | Keith Reid, Jon Tiven, Sally Tiven     | 3:31  |
| 4.  | Don't Let Your Chance Go By | Healey                                 | 3:20  |
| 5.  | Angel Eyes                  | J. Hiatt, Fred Koller                  | 5:19  |
| 6.  | Nice Problem to Have        | Robbie Blunt, Healey, Rockman, Stephen | 4:50  |
| 7.  | Someday, Someday            | Martin Briley, Danny Tate              | 3:28  |
| 8.  | I Need to Be Loved          | Healey                                 | 3:43  |
| 9.  | Blue Jean Blues             | Frank Beard, Billy Gibbons, Dusty Hill | 5:39  |
| 10. | That's What They Say        | Healey                                 | 4:27  |
| 11. | Hideaway                    | Freddie King, Sonny Thompson           | 4:26  |
| 12. | See the Light               | Healey                                 | 4:26  |

## Musiciens
The Jeff Healey Band
- Jeff Healey: chant, guitare, harmonica sur "Don't Let Your Chance Go By"
- Joe Rockman: basse, chœurs sur "Someday, Someday"
- Tom Stephen: batterie, percussion

Musiciens additionnels
- Benmont Tench: claviers sur les titres 1, 2, 8 & 10
- Robbie Blunt: guitare sur "Nice Problem to Have" et "Hideaway"
- Bobbye Hall: percussions sur "Someday, Someday"
- Timothy B. Schmit & Marilyn Martin: chœurs sur "River of No Return", "Angel Eyes" & "I Need to Be Loved"
- Kipp Lennon, Mark Lennon, Pat Lennon & Michael Lennon: chœurs sur "Someday, Someday"

## Charts et certifications
| Pays             | Durée du classement | Meilleur classement |
| ---------------- | ------------------- | ------------------- |
| Allemagne        | 14 semaines         | 33e                 |
| Australie        | 7 semaines          | 33e                 |
| Canada           | 33 semaines         | 25e                 |
| États-Unis       | 69 semaines         | 22e                 |
| Nouvelle-Zélande | 14 semaines         | 17e                 |
| Pays-Bas         | 31 semaines         | 23e                 |
| Royaume-Uni      | 7 semaines          | 58e                 |
| Suède            | 6 semaines          | 32e                 |
| Suisse           | 10 semaines         | 13e                 |

| Pays        | Certification | Ventes      | Date       |
| ----------- | ------------- | ----------- | ---------- |
| Canada      | 3 × Platine   | 300 000 +   | 31/05/1991 |
| États-Unis  | Platine       | 1 000 000 + | 03/10/2016 |
| Royaume-Uni | Argent        | 60 000 +    | 03/08/1989 |

Charts singles
| Année | Single         | Chart                  | Position |
| ----- | -------------- | ---------------------- | -------- |
| 1988  | Confidence Man | Mainstream Rock Tracks | 11e      |
| 1989  | Confidence Man | UK Singles Chart       | 76e      |
| 1989  | See the Light  | Mainstream Rock Tracks | 33e      |
| 1989  | Angel Eyes     | Hot 100                | 5e       |
| 1989  | Angel Eyes     | Mainstream Rock Tracks | 24e      |
| 1989  | Angel Eyes     | Alternative Songs      | 7e       |
| 1989  | Angel Eyes     | RPM Top Singles        | 17e      |
| 1989  | Angel Eyes     | UK Singles Chart       | 86e      |

## références
1. ↑  junoawards.ca/awards/search/jeff healey
2. 1 2 3 4 5 6  (de) hitparade.ch/jeff healey/see the light
3. ↑  (en) bac-lac.gc.ca/Rpm/search database
4. ↑  (en) billboard.com/jeff healey/billboard 200
5. ↑  (en) officialcharts.com/jeff healey/albums
6. ↑  (en) musiccanada.com/goldplatinum/search/the jeff healy band consulté le 13 février 2021
7. ↑  (en) riaa.com/gold-platinum/search/see the light consulté le 13 février 2021
8. ↑  (en) BPI.co.uk/certified-awards/search/the jeff healey band consulté le 13 février 2021
9. ↑  (en) musicvf.com/song/the jeff healey band_confidence man
10. 1 2  (en) jeff healy band/singles
11. ↑  (en) musicvf.com/song/the jeff healey band_see the light
12. 1 2 3  (en) musicvf.com/song/the jeff healey band_angel eyes
13. ↑  (en) bac-lac.gc.ca/Rpm/search database/angel eyes/top singles